# Межевский район
Меже́вский район (укр. Межівськи́й район) — упразднённая административная единица в юго-восточной части Днепропетровской области Украины. Административный центр — посёлок городского типа Межевая.

## География
Общая площадь района — 1 250 км² (15-е место среди районов).
Район граничит на западе с Васильковским и Петропавловским районами, на юге — с Покровским районом. С Донецкой областью: на юге — с Великоновосёлковским районом; на севере — с Александровским, на востоке — с Добропольским и Покровским районами.
Через территорию района протекают мелководные реки —
Бык,
Волчья,
Ковалиха,
Солёная.
Грунты — чернозёмные. Ландшафт — безлесная степь, которую кое-где пересекают овраги и балки.

## История
Район создан в 1923 году. 17 июля 2020 года в результате административно-территориальной реформы район вошёл в состав Синельниковского района.

## Население
Население — 28 529 человек (20-е место среди районов). В посёлках городского типа проживают 9 359 человек, в сёлах — 19 170 человек, плотность населения — 22,82 чел./км². 59 населённых пунктов, подчиненных 8 сельским и 2 поселковым советам.

## Административное устройство
Район включает в себя:
| - Поселковых советов: 2 - Сельских советов: 9 | - Посёлков городского типа: 2 - Сёл: 50 |

### Местные советы[7]
| - Межевский поселковый совет - Демуринский поселковый совет - Богдановский сельский совет - Веселовский сельский совет - Зорянский сельский совет - Ивановский сельский совет | - Новогригоровский сельский совет - Новопавловский сельский совет - Преображенский сельский совет - Райпольский сельский совет - Славянский сельский совет |

### Населённые пункты[8]
| с. Александровка с. Андроновка с. Антоновское с. Беляковка с. Богдановка с. Василевка с. Весёлое (Межевский поселковый совет) с. Весёлое (Веселовский сельский совет) с. Владимировка с. Водолажское с. Вознесенское с. Всесвятское с. Дачное | пгт Демурино с. Жуково с. Запорожское с. Зелёное с. Зоряное с. Ивановка с. Колона-Межевая с. Красногоровка с. Крутояровка с. Малая Покровка с. Малиево с. Малиевское с. Марьевка | пгт Межевая с. Мироновое с. Наталовка с. Николаевка с. Новоалександровка с. Новогригоровка с. Новолозоватовка с. Новопавловка с. Новоподгородное с. Новотроицкое с. Полтавское с. Попутное с. Преображенка | с. Райполе с. Славное с. Славянка с. Солёное с. Степное с. Сухарева Балка с. Тарасовка с. Украинка с. Федоровское с. Филия с. Чаус с. Чугуево с. Юрьевка |

## Экономика

### Промышленность
Из полезных ископаемых добывается строительный камень (с. Андроновка).

### Сельское хозяйство
Основное направление хозяйства — выращивание зерновых и развито мясо-молочное животноводство.
В районе насчитывается 112 237 га земельных угодий, в том числе пахотной — 92 932 га. Под садами, ягодниками и виноградниками — 2 557 га, покосных лугов — 2 466 га, пастбищ — 14 233 га, лесов — 354 га.
Реки и ставки занимают 653 га.

## Транспорт
Территорию района с запада на восток пересекают двухпутная железная дорога Чаплино — Ясиноватая Донецкой железной дороги и однопутная железная дорога Павлоград — Покровск Приднепровской железной дороги.
Через район проходит автомобильная дорога М-04 (часть европейского маршрута E 50).